# Dichiarazione di Ginevra (Associazione medica mondiale)
La dichiarazione di Ginevra fu adottata dall'Assemblea della World Medical Association a Ginevra nel 1948, ed emendata nel 1968, 1984, 1994, 2005 e 2006. È una dichiarazione di medici dedicata ad un'umanizzazione della medicina, una dichiarazione particolarmente importante dopo i crimini medici che erano stati commessi dal nazifascismo in Germania e in Italia. 
La dichiarazione di Ginevra è pensata come una revisione  del giuramento di Ippocrate, verso una nuova formulazione di tale giuramento basata su verità morali comprensibili e riconoscibili modernamente.
L'originale dichiarazione di Ginevra recita:
Darò ai miei insegnanti il rispetto e la gratitudine che gli è dovuta;

Svolgerò la mia professione con coscienza e dignità;

La salute e la vita dei miei pazienti saranno le mie prime preoccupazioni;

Rispetterò i segreti che mi sono confidati;

Manterrò per tutto ciò che è in mio potere, l'onore e la nobile tradizione della professione medica;

I miei colleghi saranno i miei fratelli;

Non permetterò che considerazioni di ordine religioso, nazionale, razziale, posizione politica o stato sociale interferiscano tra il mio dovere ed i miei pazienti;

Manterrò il massimo rispetto per la vita umana, dal momento del suo concepimento, anche sotto minaccia, non userò la mia conoscenza medica contro le leggi dell'umanità;

Ho fatto questa promessa solennemente, liberamente e sotto il mio onore.»
La dichiarazione di Ginevra, per come è stata attualmente emendata, recita:
Darò ai miei insegnanti il rispetto e la gratitudine che gli è dovuta;

Svolgerò la mia professione con coscienza e dignità;

La salute e la vita dei miei pazienti saranno le mie prime preoccupazioni;

Rispetterò i segreti che mi sono confidati, anche dopo la morte del paziente;

Manterrò per tutto ciò che è in mio potere, l'onore e la nobile tradizione della professione medica;

I miei colleghi saranno i miei fratelli;

Non permetterò che considerazioni su età, malattia o disabilità, credo, origine etnica, sesso, nazionalità, affiliazione politica, razza, orientamento sessuale, stato sociale, ed ogni altro fattore, interferiscano tra il mio dovere ed i miei pazienti;

Manterrò il massimo rispetto per la vita umana;

Non userò la conoscenza medica per violare i diritti umani e le libertà civili, anche sotto minaccia;

Ho fatto questa promessa solennemente, liberamente e sotto il mio onore.»
Gli emendamenti alla dichiarazione sono stati criticati da alcuni medici cattolici, in quanto a loro dire urterebbero contro l'inviolabilità della vita umana, perché, per esempio,
 
la frase originale diceva  "la salute e la vita" (health and life), divenuta poi solo salute (health), "saranno le mie prime preoccupazioni (the doctor's first consideration), mentre la versione emendata rimuove la parola "and life";

l'originale richiesta di rispetto per la vita umana "dal momento del suo concepimento (from the time of its conception)" è stato cambiato in "dal suo inizio (from its beginning)" nel 1984, e successivamente tolto nel 2005. Queste modifiche sono state criticate come devianti dalla tradizione ippocratica, e come una deviazione dalla preoccupazione post-Norimberga di mancanza di rispetto per la vita umana.
Secondo altri, invece, la "concezione della vita", "dal momento del suo concepimento", erano frasi ideologiche e religiose, e dovevano essere eliminate da un codice deontologico che rifiuta ideologie, politiche, etniche, religiose, ecc. ed è sostenitore di un diritto di uguaglianza e cittadinanza ampio.
Tali dichiarazioni non mancano di rispetto alla vita umana proprio per il fatto che non viene menzionato lo statuto dell'embrione, che secondo la bioetica cattolica sarebbe persona dal momento del suo concepimento; definizione che però non può rientrare in un codice deontologico, in quanto è una specifica posizione filosofica e teologica.